# Bocom Financial Towers
Le Bocom Financial Towers (in cinese: 交银金融大厦) sono due grattacieli di Pudong (distretto di Shanghai), in Cina. Il complesso è composto dalla Torre Nord (alta 265 metri) e dalla Torre Sud (alta 197,4 metri): i due edifici sono collegati da un atrio che raggiunge un'altezza di 163,4 metri. Al 48º piano della Torre Nord è stata realizzata una piscina con vista su Shanghai.
Il complesso, a seguito di una competizione internazionale, è stato progettato dallo studio di architettura tedesco ABB Architekten e dalla società cinese East China Architectural Design & Research Institute  (ECADI) di Shanghai.

## L'edificio nella cultura di massa
L'edificio appare nel film Mission: Impossible III: in una scena è possibile notare Ethan Hunt (il personaggio interpretato da Tom Cruise) scivolare dal tetto spiovente della Torre Sud.